# Вебб-Сіті (Оклахома)
Вебб-Сіті (англ. Webb City) — місто (англ. town) в США, в окрузі Осадж штату Оклахома. Населення — 58 осіб (2020).

## Географія
Вебб-Сіті розташований за координатами 36°48′24″ пн. ш. 96°42′47″ зх. д. / 36.80667° пн. ш. 96.71306° зх. д. (36.806706, -96.713014).  За даними Бюро перепису населення США в 2010 році місто мало площу 0,65 км², з яких 0,65 км² — суходіл та 0,00 км² — водойми.

## Демографія
Згідно з переписом 2010 року, у місті мешкали 62 особи в 29 домогосподарствах у складі 21 родини. Густота населення становила 95 осіб/км².  Було 45 помешкань (69/км²).
Расовий склад населення:
| - 80,6 % — білих - 6,5 % — корінних американців |

До двох чи більше рас належало 12,9 %. Частка іспаномовних становила 0,0 % від усіх жителів.
За віковим діапазоном населення розподілялося таким чином: 19,4 % — особи молодші 18 років, 53,2 % — особи у віці 18—64 років, 27,4 % — особи у віці 65 років та старші. Медіана віку мешканця становила 55,5 року. На 100 осіб жіночої статі у місті припадало 77,1 чоловіків;  на 100 жінок у віці від 18 років та старших — 85,2 чоловіків також старших 18 років.
Середній дохід на одне домашнє господарство  становив 30 048 доларів США (медіана — 35 139), а середній дохід на одну сім'ю — 36 382 долари (медіана — 36 250). За межею бідності перебувало 21,1 % осіб, у тому числі 8,3 % дітей у віці до 18 років та 14,3 % осіб у віці 65 років та старших.
Цивільне працевлаштоване населення становило 20 осіб. Основні галузі зайнятості: сільське господарство, лісництво, риболовля — 40,0 %, оптова торгівля — 10,0 %, будівництво — 10,0 %.